# Seznam kulturních památek v Přimdě
Tento seznam nemovitých kulturních památek ve městě Přimda v okrese Tachov vychází z  Ústředního seznamu kulturních památek ČR, který na základě zákona č. 20/1987 Sb., o státní památkové péči, vede Národní památkový ústav jako ústřední organizace státní památkové péče. Údaje jsou průběžně upřesňovány, přesto mohou obsahovat i řadu věcných a formálních chyb a nepřesností či být neaktuální. 
Pokud byly některé části dotčeného území vyčleněny do samostatných seznamů, měly by být odkazy na tyto dílčí seznamy uvedeny v úvodu tohoto seznamu nebo v úvodu příslušné sekce seznamu.

## Přimda
|  | Kategorie „Nepomukstatue (Přimda) “ na Wikimedia Commons | Hledat fotografie a kategorie ve Wikimedia Commons podle rejstříkového čísla památky | Nahrát snímek k tomuto tématu do úložiště Wikimedia Commons |  |

|  | Kategorie „Church of Saint George (Přimda) “ na Wikimedia Commons | Hledat fotografie a kategorie ve Wikimedia Commons podle rejstříkového čísla památky | Nahrát snímek k tomuto tématu do úložiště Wikimedia Commons |  |

|  | Kategorie „Penitence crosses (Přimda) “ na Wikimedia Commons | Hledat fotografie a kategorie ve Wikimedia Commons podle rejstříkového čísla památky | Nahrát snímek k tomuto tématu do úložiště Wikimedia Commons |  |

|  | Kategorie „Castle Přimda “ na Wikimedia Commons | Hledat fotografie a kategorie ve Wikimedia Commons podle rejstříkového čísla památky | Nahrát snímek k tomuto tématu do úložiště Wikimedia Commons |  |

## Kundratice
|  |  | Hledat fotografie a kategorie ve Wikimedia Commons podle rejstříkového čísla památky | Nahrát snímek k tomuto tématu do úložiště Wikimedia Commons |  |

|  | Kategorie „Chapel of Saint Anthony (Kundratice) “ na Wikimedia Commons | Hledat fotografie a kategorie ve Wikimedia Commons podle rejstříkového čísla památky | Nahrát snímek k tomuto tématu do úložiště Wikimedia Commons |  |

## Málkov
| Památka                                                              | Fotografie                                                                   | Rejstříkové číslo v ÚSKP                                                             | Sídelní útvar                                               | Poloha                                                                                        | Popis a poznámky                                                                                           |
| -------------------------------------------------------------------- | ---------------------------------------------------------------------------- | ------------------------------------------------------------------------------------ | ----------------------------------------------------------- | --------------------------------------------------------------------------------------------- | --- |
| Poutní kostel svaté Apolonie s kaplí Panny Marie Pomocné (Q19635528) | \| \| \| \| \| \|                                                            | 102734 Pam. katalog MIS                                                              | Málkov                                                      | jihozápadně od Přimdy, vpravo při silnici na Novou Ves 49°38′21,26″ s. š., 12°39′43,49″ v. d. | Kostel poutní sv. Apolonie s kaplí Panny Marie Pomocné, zřícenina Památkově chráněno od 27. prosince 2007. |
|                                                                      | Kategorie „Church of Saint Apollonia in Svatá Apolena “ na Wikimedia Commons | Hledat fotografie a kategorie ve Wikimedia Commons podle rejstříkového čísla památky | Nahrát snímek k tomuto tématu do úložiště Wikimedia Commons |                                                                                               | |

## Třískolupy
|  | Kategorie „Chapel of Saint Wendelin (Třískolupy pod Přimdou) “ na Wikimedia Commons | Hledat fotografie a kategorie ve Wikimedia Commons podle rejstříkového čísla památky | Nahrát snímek k tomuto tématu do úložiště Wikimedia Commons |  |

|  |  | Hledat fotografie a kategorie ve Wikimedia Commons podle rejstříkového čísla památky | Nahrát snímek k tomuto tématu do úložiště Wikimedia Commons |  |

## Velké Dvorce
| Památka                        | Fotografie                                              | Rejstříkové číslo v ÚSKP                                                             | Sídelní útvar                                               | Poloha                                               | Popis a poznámky                                     |
| ------------------------------ | ------------------------------------------------------- | ------------------------------------------------------------------------------------ | ----------------------------------------------------------- | ---------------------------------------------------- | ---------------------------------------------------- |
| Zámek Velké Dvorce (Q31466775) | \| \| \| \| \| \|                                       | 39955/4-1972 Pam. katalog MIS                                                        | Velké Dvorce                                                | Velké Dvorce 1 49°41′5,17″ s. š., 12°41′59,62″ v. d. | Zámek · Zapsáno do státního seznamu před rokem 1988. |
|                                | Kategorie „Velké Dvorce (castle) “ na Wikimedia Commons | Hledat fotografie a kategorie ve Wikimedia Commons podle rejstříkového čísla památky | Nahrát snímek k tomuto tématu do úložiště Wikimedia Commons |                                                      |                                                      |